# Mangslidtjärnet
Mangslidtjärnet är en sjö i Torsby kommun i Värmland och ingår i Göta älvs huvudavrinningsområde. Sjön är 9 meter djup, har en yta på 0,172 kvadratkilometer och befinner sig 317,2 meter över havet. Sjön avvattnas av vattendraget Mangslidälven.

## Delavrinningsområde
Mangslidtjärnet ingår i det delavrinningsområde (671694-133237) som SMHI kallar för Ovan Våtsjöån. Medelhöjden är 419 meter över havet och ytan är 63,45 kvadratkilometer. Det finns inga avrinningsområden uppströms utan avrinningsområdet är högsta punkten. Mangslidälven som avvattnar avrinningsområdet har biflödesordning 3, vilket innebär att vattnet flödar genom totalt 3 vattendrag innan det når havet efter 411 kilometer. Avrinningsområdet består mestadels av skog (86 procent). Avrinningsområdet har 0,92 kvadratkilometer vattenytor vilket ger det en sjöprocent på 1,5 procent.